# Emanuel Mendel
Pour les articles homonymes, voir Mendel.
Emanuel Mendel, né le 28 octobre 1839 à Bunzlau, en province de Silésie, mort le 23 juin 1907 à Berlin-Pankow, est un  neurologue et psychiatre prussien qui fut professeur d'Université et directeur de Policlinique à Berlin. Ce médecin eut aussi une carrière politique.

## Sa carrière médicale
En 1868 Mendel fonde un établissement de soins en neurologie à Berlin-Pankow. En 1873, il obtient son habilitation en psychiatrie et en neurologie et enseignera à l'Université Humboldt de Berlin jusqu'en 1884. En 1882, il fut le fondateur et l'éditeur de la revue  Neurologisches Centralblatt. Deux de ses assistants les plus connus ont été  Max Bielschowsky (de) (1869-1940) et Edward Flatau (1869-1932).
On lui doit l'introduction de la duboisine comme traitement de la maladie de Parkinson. La duboisine est un extrait d'une plante australienne,  Duboisia myoporoides. Mendel se fit le défenseur de l'unification de la psychiatrie et de la neurologie comme disciplines complémentaires. Il consacra d'importants travaux à l'épilepsie et à la paralysie générale.

## L'homme politique
Il fut membre du Parti progressiste allemand pour l'arrondissement de Niederbarnim. Pendant deux législatures, de 1877 à 1881, il est député au Reichstag. En 1906, il est nommé Geheimer Medizinalrat, c'est-à-dire « conseiller aux affaires médicales » une fonction équivalente à celle d'un secrétaire d'État à la santé.

## Œuvres
Parmi ses écrits médicaux, on peut citer :
- Die progressive Paralyse der Irren (La paralysie progressive des aliénés). Berlin 1880.
- Leitfaden der Psychiatrie für Studirende der Medicin (Guide de psychiatrie à l'usage des étudiants en médecine). Stuttgart: Enke, 1902. Ce manuel de psychiatrie fut traduit en anglais sous le titre : « A Psychological Study of Insanity for Practitioners and Students ».